# Oytier-Saint-Oblas
Oytier-Saint-Oblas és un municipi francès situat al departament de la Isèra i a la regió d'Alvèrnia-Roine-Alps. L'any 2007 tenia 1.514 habitants.

## Demografia

### Població
El 2007 la població de fet d'Oytier-Saint-Oblas era de 1.514 persones. Hi havia 502 famílies de les quals 52 eren unipersonals (28 homes vivint sols i 24 dones vivint soles), 153 parelles sense fills, 273 parelles amb fills i 24 famílies monoparentals amb fills.
La població ha evolucionat segons el següent gràfic:
Habitants censats

### Habitatges
El 2007 hi havia 543 habitatges, 506 eren l'habitatge principal de la família, 16 eren segones residències i 21 estaven desocupats. 515 eren cases i 28 eren apartaments. Dels 506 habitatges principals, 464 estaven ocupats pels seus propietaris, 40 estaven llogats i ocupats pels llogaters i 2 estaven cedits a títol gratuït; 3 tenien una cambra, 13 en tenien dues, 43 en tenien tres, 141 en tenien quatre i 305 en tenien cinc o més. 442 habitatges disposaven pel capbaix d'una plaça de pàrquing. A 154 habitatges hi havia un automòbil i a 338 n'hi havia dos o més.

### Piràmide de població
La piràmide de població per edats i sexe el 2009 era:
| Homes | Edats   | Dones |
| ----- | ------- | ----- |
| 0     | 95 o +  | 4     |
| 0     | 90 a 94 | 0     |
| 0     | 85 a 89 | 0     |
| 0     | 80 a 84 | 4     |
| 20    | 75 a 79 | 8     |
| 28    | 70 a 74 | 24    |
| 16    | 65 a 69 | 16    |
| 28    | 60 a 64 | 16    |
| 24    | 55 a 59 | 20    |
| 36    | 50 a 54 | 44    |
| 80    | 45 a 49 | 40    |
| 64    | 40 a 44 | 76    |
| 48    | 35 a 39 | 60    |
| 60    | 30 a 34 | 48    |
| 40    | 25 a 29 | 48    |
| 28    | 20 a 24 | 28    |
| 40    | 15 a 19 | 64    |
| 72    | 10 a 14 | 24    |
| 76    | 5 a 9   | 36    |
| 52    | 0 a 4   | 52    |

## Economia
El 2007 la població en edat de treballar era de 998 persones, 779 eren actives i 219 eren inactives. De les 779 persones actives 714 estaven ocupades (392 homes i 322 dones) i 65 estaven aturades (19 homes i 46 dones). De les 219 persones inactives 61 estaven jubilades, 91 estaven estudiant i 67 estaven classificades com a «altres inactius».

### Ingressos
El 2009 a Oytier-Saint-Oblas hi havia 540 unitats fiscals que integraven 1.555,5 persones, la mediana anual d'ingressos fiscals per persona era de 21.504 €.

### Activitats econòmiques
Dels 38 establiments que hi havia el 2007, 2 eren d'empreses extractives, 3 d'empreses alimentàries, 2 d'empreses de fabricació d'altres productes industrials, 8 d'empreses de construcció, 6 d'empreses de comerç i reparació d'automòbils, 2 d'empreses de transport, 2 d'empreses d'hostatgeria i restauració, 1 d'una empresa financera, 2 d'empreses immobiliàries, 5 d'empreses de serveis, 1 d'una entitat de l'administració pública i 4 d'empreses classificades com a «altres activitats de serveis».
Dels 9 establiments de servei als particulars que hi havia el 2009, 1 era un taller de reparació d'automòbils i de material agrícola, 1 paleta, 2 guixaires pintors, 1 lampisteria, 1 empresa de construcció, 1 perruqueria, 1 restaurant i 1 saló de bellesa.
Dels 4 establiments comercials que hi havia el 2009, 1 era un supermercat, 2 fleques i 1 una carnisseria.
L'any 2000 a Oytier-Saint-Oblas hi havia 12 explotacions agrícoles que ocupaven un total de 465 hectàrees.

## Equipaments sanitaris i escolars
El 2009 hi havia 2 escoles elementals.

## Poblacions més properes
El següent diagrama mostra les poblacions més properes.